# Mordfall Ilse Moschner

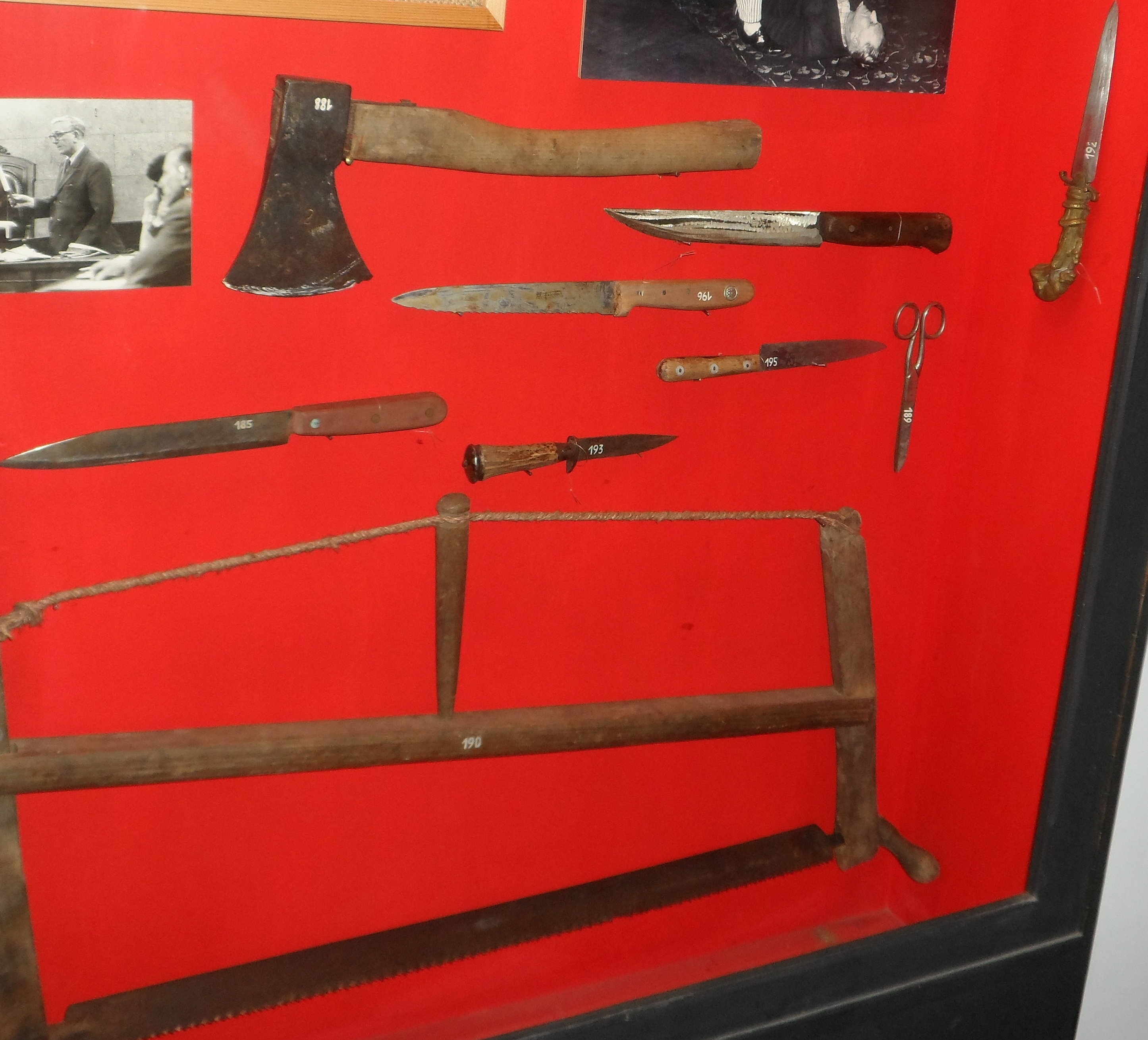
Einige der sichergestellten Tatwerkzeuge, ausgestellt im Wiener Kriminalmuseum

Die Ermordung von Ilse Moschner durch Johann Rogatsch ereignete sich am 8. Jänner 1960 in Wien und gilt als eines der brutalsten Tötungsdelikte der österreichischen Kriminalgeschichte. Das Verbrechen machte international Schlagzeilen und führte zu einer Parlamentsdebatte über die Verschärfung des Strafvollzuges.
Der Täter erhielt eine lebenslange Freiheitsstrafe und wurde am 15. Jänner 1974 von einem Mitgefangenen, dem Ex-Polizisten und Doppelmörder Ernst Karl, getötet.

## Leichenfund
Am Montagvormittag, dem 11. Jänner 1960, fand eine Rentnerin in einem Abfalleimer an der Ecke Lange Gasse/Florianigasse in der Josefstadt in Papier eingewickelte Knochen mit Fleischresten und brachte diese dem Hund einer befreundeten Altwarenhändlerin, die einen Lagerplatz in Ottakring betrieb. Die Rentnerin war dafür bekannt, Abfalleimer in der Umgebung zu durchsuchen, um mit darin gefundenen verwertbaren Gegenständen ihre Rente aufzubessern.
Den Händlern des Lagerplatzes fiel auf, dass es sich bei den Knochen um solche menschlichen Ursprungs handeln könnte, worauf sie die Polizei verständigten. Aufgrund einer gerichtsmedizinischen Untersuchung konnten die Knochen einwandfrei als Teile eines Ober- und Unterschenkels einer jungen Frau identifiziert werden. An den Bruchstellen der Knochen war zu erkennen, dass der Täter für die Zerlegung der Leiche anfangs eine Säge und später eine Axt verwendet hatte.
Noch am selben Abend begann die Polizei eine große Suchaktion nach den anderen Leichenteilen und überprüfte sämtliche Abfalleimer in der Umgebung des Fundortes im 8. Bezirk. Im Hof des Hauses Florianigasse 17 wurden schließlich weitere Leichenteile und der Kopf der Getöteten aufgefunden. In der Waschküche und den Kellerabteilen entdeckten die Ermittler Fleischreste und Blutspuren sowie eine Säge. Der Täter hatte zudem einige der Leichenteile gekocht und verbrannt.
Das Opfer war schnell identifiziert. Es handelte sich um die seit dem 8. Jänner vermisste 18-jährige Sportstudentin Ilse Moschner aus Ottakring. Diese arbeitete aushilfsweise als Inkassantin einer Versicherungsgesellschaft und kehrte von einem Inkassogang aus der Florianigasse nicht mehr zurück.

## Johann Rogatsch
Sofort wurde der 26-jährige Hausmeister Johann Rogatsch als Hauptverdächtiger verhaftet. Rogatsch war in Kärnten aufgewachsen und im Jänner 1959 nach Wien gezogen, wo er mit seiner Lebensgefährtin und deren Sohn lebte. Er hatte als einziger Zugang zu den Kellerabteilen, in denen die Leichenteile und Blutspuren gefunden wurden, zudem hatte er zuvor versucht, die Polizei von den späteren Fundstellen abzulenken. Darüber hinaus kannte er das Opfer. Moschner hatte bereits zweimal die Versicherungsprämie von seiner Lebensgefährtin kassiert, die als einzige in der Florianigasse 17 diese Versicherung besaß. Die Beamten trauten ihm das Verbrechen auch zu, da er bereits 1954 wegen Vergewaltigung (damals juristisch als Notzucht bezeichnet) zu vier Jahren Kerker verurteilt worden war und zu diesem Zeitpunkt auch schon drei Vorstrafen aufgewiesen hatte. Er wurde im September 1957 vorzeitig entlassen, jedoch im November 1958 wegen Diebstahls neuerlich festgenommen. 
Noch in der Nacht seiner Verhaftung gestand Rogatsch die Tötung, gab aber unterschiedliche Tatabläufe und Motive an. Die Verhöre gestalteten sich schwierig, da er nur das gestand, was ihm auch zweifelsfrei nachgewiesen werden konnte. Seine Version, sie hätte ihn beleidigt und er hätte sie daraufhin in einem Impuls der Wut mit einem Schlag versehentlich getötet, wurde durch die gerichtsmedizinische Untersuchung widerlegt. Später behauptete er, er habe sie im stark alkoholisierten Zustand misshandelt und sie sei plötzlich an Herzversagen verstorben. Zudem belastete er einen Bekannten der Mittäterschaft, der jedoch ein stichfestes Alibi vorweisen konnte. Rogatsch gestand daraufhin, diesen fälschlich beschuldigt zu haben.
Er wurde anfangs wegen meuchlerischen Raubmordes, Leichenschändung und Verleumdung angeklagt. Am 29. Jänner 1960 wurde die Polizistin Rosina Baumschlager von Polizeipräsident Josef Holaubek empfangen und ausgezeichnet. Die Beamtin vom Polizeikommissariat Ottakring hatte durch ihre Aufmerksamkeit die Identifizierung des Opfers und damit die Ausforschung des Mörders beschleunigt.
Der Mord war zudem Auslöser einer Parlamentsdebatte über die Verschärfung des Strafvollzuges. Denn genau am Tattag war auch der dreifache Mörder Oskar Wrany vorzeitig nach nur 13 Jahren Haft auf Bewährung entlassen worden. Es wurde diskutiert, ob die lebenslange Freiheitsstrafe bei solch schweren Verbrechen nicht doch lebenslang bedeuten sollte, was sich jedoch nicht durchsetzen ließ.

## Verhandlung
Am 22. Juni 1961 begann der Prozess gegen Rogatsch vor dem Wiener Oberlandesgericht, wobei er auf nicht schuldig plädierte. Er behauptete, von den vernehmenden Beamten misshandelt, bestochen und zu dem Geständnis gezwungen worden zu sein, was eine Vernehmung sämtlicher Beamten und die Vereidigung eines von ihnen zur Folge hatte. Durch die Aussagen der Beamten, eines ehemaligen Mitgefangenen aus der Justizanstalt Graz-Karlau und Rogatschs Lebensgefährtin ergab sich stattdessen das Bild, dass Rogatsch den Mord schon länger geplant hatte.
Am 27. Juni sagten die drei psychiatrischen Sachverständigen aus, die den Angeklagten als voll schuldfähig einstuften. Sie beschrieben Rogatsch als geltungssüchtigen, egozentrischen Psychopathen mit starken Aggressionen, der zu sexuellen Perversionen neige. Drei Gerichtsmediziner widerlegten zudem Rogatschs Angaben zu der Tötung von Ilse Moschner und sprachen von einem klaren Lustmord. Nach ihren Darstellungen wurde Ilse Moschner gewürgt, sexuell missbraucht und starb durch Verbluten, ehe sie zerstückelt wurde.
Rogatsch lächelte oftmals während der Zeugenaussagen und musste dreimal aus dem Saal verwiesen werden, da sich Zeugen weigerten, in seiner Anwesenheit auszusagen.
Am 30. Juni 1961 wurde Johann Rogatsch von den Geschworenen einstimmig für schuldig befunden und vom vorsitzenden Richter zu lebenslangem schweren Kerker verurteilt, mit Dunkelhaft am 8. jeden Monats, dem Tag der Ermordung Ilse Moschners. Rogatsch legte gegen das Urteil erfolglos Nichtigkeitsbeschwerde und Berufung ein und wurde zur Verbüßung seiner Freiheitsstrafe in die Justizanstalt Stein überstellt.

## Tötung von Rogatsch
Laut dem Gefängnisdirektor soll Rogatsch einer der gefährlichsten Unruhestifter der Haftanstalt gewesen sein, weshalb er im Sondersicherheitsblock untergebracht wurde.
Am 15. Jänner 1974 wurde Rogatsch im Freizeitraum der Justizanstalt Stein von seinem Mitgefangenen, dem verurteilten Doppelmörder Ernst Karl, erwürgt. Karl gab an, in Notwehr gehandelt zu haben, weil Rogatsch ihn zu einem Haftausbruch zwingen wollte und anschließend attackiert habe. Rogatsch wurde am 18. Jänner in Stein beerdigt.

## Sonstiges
Im Wiener Kriminalmuseum sind u. a. Tatwerkzeuge des Verbrechens ausgestellt.